# Hot Press
Hot Press é uma revista quinzenal de música e política com sede em Dublin, Irlanda, fundada em junho de 1977. A revista é editada desde sua criação por Niall Stokes, que também a fundou. Desde então, a revista tem apresentado histórias no mundo da música, tanto na Irlanda quanto internacionalmente.